# Scilaceo
Nella mitologia greca, Scilaceo fu un guerriero della Licia, nel contingente di Glauco, giunto a Troia per difendere la città dall'assedio dei Greci.
Fu uno dei pochi Lici che sopravvissero alla caduta di Troia, benché fosse rimasto gravemente ferito da Aiace d'Oileo; ma mentre gli altri preferirono aggregarsi a Enea, egli decise di tornare in patria.
Al suo ritorno dovette annunciare alle donne la terribile sciagura avvenuta, cioè che quasi tutti i loro congiunti erano morti o rimasti dispersi durante le battaglie.
Le donne, avendo nel frattempo appreso che Scilaceo a Troia non aveva combattuto valorosamente, disperate e arrabbiate lo uccisero lapidandolo senza pietà nei pressi del santuario del culto eroico di Bellerofonte.